# Liste von erhaltenen öffentlichen deutschen Kolonialbauten in Kiautschou
Die Liste von erhaltenen öffentlichen deutschen Kolonialbauten in Kiautschou behandelt noch erhaltene öffentlichen Gebäude und andere erhaltene öffentliche Bauwerke im ehemaligen deutschen Pachtgebiet Kiautschou. Kiautschou war von 1898 bis 1914 deutsches Pachtgebiet als Teil der heutigen Volksrepublik China. Wie alle Kolonien Deutschlands, mit Ausnahme Deutsch-Südwestafrikas, war es keine Siedlungskolonie. Zur Hochzeit 1913 lebten etwa 1800 deutsche Zivilisten und 4000 Soldaten in dem Gebiet.

## Tabelle
| Ort     | Foto | Historisches Foto | Name                                                      | Bauzeit   | Funktion                                         | Aktuelle Nutzung                                                                      | Lage                           |
| ------- | ---- | ----------------- | --------------------------------------------------------- | --------- | ------------------------------------------------ | ------------------------------------------------------------------------------------- | ------------------------------ |
| Qingdao |      |                   | Gouvernementsgebäude                                      | 1903–1906 | Verwaltungsgebäude                               | Volkskongress und Politische Konsultativkonferenz der Stadt Qingdao, Rathaus bis 1994 | Yishui Road 11 Standort        |
| Qingdao |      |                   | Gouverneurswohnhaus                                       | 1905–1908 | Wohngebäude                                      | Ehemaliges deutsches Gouverneurswohnhaus Museum                                       | Longshan Road 26 Standort      |
| Qingdao |      |                   | Obergericht Kiautschou                                    | 1912–1914 | Gerichtsgebäude                                  | Staatsanwaltschaft Bezirk Shinan                                                      | Dexian Road 2 Standort         |
| Qingdao |      |                   | Polizeidienstgebäude                                      | 1904–1905 | Hauptsitz der Polizei                            | Polizeiamt Qingdao                                                                    | Hubei Road 29 Standort         |
| Qingdao |      |                   | Polizeistation Taitungtschen                              | 1909      | Polizeistation                                   | Polizeistation                                                                        | Taidong 5th Road 12 Standort   |
| Qingdao |      |                   | Gefängnis                                                 | 1900      | Gefängnis                                        | Ehemaliges deutsches Gefängnis Museum                                                 | Changzhou Road 25 Standort     |
| Licun   |      |                   | Chinesengefängnis Litsun                                  | 1903      | Gefängnis                                        | ungenutzt Gefängnis bis 2008                                                          | Xiazhuang Road 7 Standort      |
| Qingdao |      |                   | Chinesisches Seezollamt                                   | 1913–1914 | Seezollamt                                       | Seezollamtmuseum Qingdao                                                              | Xinjiang Road 16 Standort      |
| Qingdao |      |                   | Bataillonshaus                                            | 1899      | Wohnhaus des Kommandeurs des III. Seebataillons  | Bürogebäude                                                                           | Yishui Road 9 Standort         |
| Qingdao |      |                   | Iltiskaserne                                              | 1899      | Militärkaserne                                   | Militärveranstaltung                                                                  | Hongkong West Road 2 Standort  |
| Qingdao |      |                   | Bismarckkaserne                                           | 1903–1909 | Militärkaserne                                   | Teil der Chinesischen Ozean-Universität                                               | Yüshan Road 5 Standort         |
| Qingdao |      |                   | Moltkekasernen                                            | 1905–1909 | Militärkaserne                                   | Militärveranstaltung                                                                  | Dengzhou Road 77 Standort      |
| Qingdao |      |                   | Fortifikation                                             | 1899      | Verwaltungsgebäude                               | Wohngebäude                                                                           | Changzhou Road 7 Standort      |
| Qingdao |      |                   | Amerikanisches Konsulat                                   | 1912      | Konsulat                                         | Amtliche Herberge der Bank of China                                                   | Yishui Road 1 Standort         |
| Qingdao |      |                   | Bahnhof Großer Hafen                                      | 1910–1911 | Bahnhof                                          | Fahrkartenverkaufsstelle                                                              | Shanghe Road 2 Standort        |
| Qingdao |      |                   | Kaiserliches Postamt                                      | 1900–1901 | Postamt                                          | Post- und Telekommunikation Museum                                                    | Anhui Road 5 Standort          |
| Qingdao |      |                   | Leuchtturm Arkona-Insel                                   | 1904      | Leuchtturm                                       | Leuchtturm                                                                            | Standort                       |
| Qingdao |      |                   | Leuchtturm Hufeisen Riff                                  | 1902–1903 | Leuchtturm                                       | Leuchtturm                                                                            | Standort                       |
| Qingdao |      |                   | Leuchtturm Tscha-lien-tau                                 | 1903–1904 | Leuchtturm                                       | Leuchtturm                                                                            | Standort                       |
| Qingdao |      |                   | Forsthaus                                                 | 1900er    | Verwaltungsgebäude des Forstamts                 | Zhongshan Park Verwaltung                                                             | Wendeng Road 28 Standort       |
| Qingdao |      |                   | Pumpstation B                                             | 1900er    | Pumpstation                                      | Pumpstation                                                                           | Taiping Road 4 Standort        |
| Qingdao |      |                   | Gouvernementsschule (Altbau)                              | 1901      | Schule                                           | Teil der Experimentalgrundschule Qingdao                                              | Jiangsu Road 9 Standort        |
| Qingdao |      |                   | Gouvernementsschule (Neubau)                              | 1906–1907 | Schule                                           | Militärveranstaltung                                                                  | Guangxi Road 1 Standort        |
| Qingdao |      |                   | Deutsch-Chinesische Hochschule                            | 1910–1913 | Hochschule                                       | Eisenbahnverwaltung Qingdao                                                           | Chaocheng Road 2 Standort      |
| Qingdao |      |                   | Kaiserliches Observatorium                                | 1910–1912 | Marine-Observatorium                             | Marine-Observatorium                                                                  | Guanxiang 2nd Road 15 Standort |
| Qingdao |      |                   | Gouvernementslazarett                                     | 1898–1906 | Militärkrankenhaus                               | Teil des Universitätskrankenhauses der Qingdao-Universität                            | Jiangsu Road 16 Standort       |
| Qingdao |      |                   | Faberkrankenhaus                                          | 1906–1907 | Krankenhaus                                      | Dermatologisches Krankenhaus Qingdao                                                  | Anhui Road 21 Standort         |
| Qingdao |      |                   | Wunsch Hospital (Faber Hospital bis 1914)                 | 1901      | Krankenhaus                                      | Teil eines privaten Krankenhauses                                                     | Wuding Road 27 Standort        |
| Qingdao |      |                   | Hospital der Katholischen Mission                         | 1907?     | Krankenhaus                                      | ungenutzt (Renovierung geplant)                                                       | Boshan Road 3 Standort         |
| Qingdao |      |                   | Christuskirche                                            | 1908–1910 | Evangelisch-lutherisches Kirchengebäude          | Kirche der chinesischen protestantischen Gemeinde                                     | Jiangsu Road 15 Standort       |
| Licun   |      |                   | Evangelische Kirche Litsun                                | 1904      | Evangelisch-lutherisches Kirchengebäude          | Kirche der chinesischen protestantischen Gemeinde                                     | Binhe Road 1183 Standort       |
| Qingdao |      |                   | Katholische Mission                                       | 1899–1902 | Büro- und Wohngebäude der Steyler Mission        | Polizeistation und Bürogebäude                                                        | Qufu Road 1 Standort           |
| Qingdao |      |                   | Heilig-Geist-Kloster                                      | 1901–1902 | Kloster und katholische Mädchenschule            | Büro- und Wohngebäude                                                                 | Zhejiang Road 28 Standort      |
| Qingdao |      |                   | Berliner Mission                                          | 1899–1900 | Büro- und Wohngebäude der Berliner Mission       | Teil des Stadtkrankenhauses Qingdao                                                   | Chengyang Road 5 Standort      |
| Qingdao |      |                   | Weimarer Mission                                          | 1900      | Büro- und Wohngebäude der Weimarer Mission       | Bürogebäude einer Highschool                                                          | Shanghai Road 7 Standort       |
| Qingdao |      |                   | Logierhaus von Hotel Prinz Heinrich                       | 1911–1912 | Hotel                                            | Hotel                                                                                 | Taiping Road 31 Standort       |
| Qingdao |      |                   | Strandhotel                                               | 1903–1904 | Hotel                                            | Bürogebäude                                                                           | Nanhai Road 23 Standort        |
| Qingdao |      |                   | Hotel Fürstenhof                                          | 1910–1911 | Hotel                                            | Polizeistation                                                                        | Guangxi Road 37 Standort       |
| Qingdao |      |                   | Restaurant zum Bahnhof                                    | 1901–1902 | Restaurant                                       | Geschäftshaus                                                                         | Lanshan Road 28 Standort       |
| Qingdao |      |                   | Pension Luther                                            | 1905–1906 | Pension                                          | Bürogebäude                                                                           | Dexian Road 4 Standort         |
| Qingdao |      |                   | Seemannshaus                                              | 1899–1902 | Seemannsclub                                     | Restaurant                                                                            | Hubei Road 17 Standort         |
| Qingdao |      |                   | Marine-Offizier-Kasino                                    | 1907–1909 | Offizierskasino                                  | Teil des Chinesischen Marinemuseums                                                   | Laiyang Road 8 Standort        |
| Qingdao |      |                   | Tsingtau-Club                                             | 1910–1911 | Clubhaus                                         | Restaurant                                                                            | Zhongshan Road 1 Standort      |
| Qingdao |      |                   | Deutsch-Asiatische Bank                                   | 1899–1901 | Filiale der Deutsch-Asiatische Bank in Qingdao   | Wohngebäude                                                                           | Guangxi Road 14 Standort       |
| Qingdao |      |                   | Schantung-Eisenbahn-Gesellschaft                          | 1899      | Bürogebäude der Schantung-Eisenbahn-Gesellschaft | Wohngebäude                                                                           | Guangxi Road 14 Standort       |
| Qingdao |      |                   | Schantung-Bergbau-Gesellschaft                            | 1902      | Bürogebäude der Schantung-Bergbau-Gesellschaft   | Wohngebäude                                                                           | Guangxi Road 14 Standort       |
| Qingdao |      |                   | Carlowitz & Co.                                           | 1900      | Bürogebäude der Firma Carlowitz & Co.            | Geschäftshaus                                                                         | Taiping Road 41 Standort       |
| Qingdao |      |                   | Siemssen & Co.                                            | 1913      | Bürogebäude der Firma Siemssen & Co.             | ungenutzt Restaurant bis ca. 2018                                                     | Guantao Road 5 Standort        |
| Qingdao |      |                   | Diederichsen, Jebsen & Co.                                | 1911–1912 | Bürogebäude der Firma Diederichsen, Jebsen & Co. | Schule                                                                                | Guantao Road 8 Standort        |
| Qingdao |      |                   | Sander, Wieler & Co.                                      | 1913      | Bürogebäude der Firma Sander, Wieler & Co.       | Jugendherberge                                                                        | Guantao Road 28 Standort       |
| Qingdao |      |                   | Pickardt'sches Haus                                       | 1903      | Geschäftshaus                                    | Wohngebäude                                                                           | Guangxi Road 9 Standort        |
| Qingdao |      |                   | Geschäftshaus Gottfried Landmann                          | 1900–1905 | Geschäftshaus                                    | Wohn- und Geschäftshaus                                                               | Guangxi Road 27 Standort       |
| Qingdao |      |                   | Rote Kreuz-Apotheke                                       | 1905      | Apotheke                                         | Museum und Geschäftshaus                                                              | Guangxi Road 31 Standort       |
| Qingdao |      |                   | Geschäftshaus Fritz Oertel                                | ca. 1906  | Geschäftshaus                                    | Geschäftshaus                                                                         | Guangxi Road 43 Standort       |
| Qingdao |      |                   | Behrens'sches Haus                                        | ca. 1905  | Geschäftshaus                                    | Geschäftshaus                                                                         | Zhongshan Road 17 Standort     |
| Qingdao |      |                   | Geschäftshaus August Meier                                | 1905      | Geschäftshaus                                    | Geschäftshaus                                                                         | Zhongshan Road 21 Standort     |
| Qingdao |      |                   | Germania-Brauerei                                         | 1903      | Brauereigebäude                                  | Brauereimuseum                                                                        | Dengzhou Road 56 Standort      |
| Qingdao |      |                   | Verwaltungsgebäude des Schlachthofes                      | 1904–1906 | Verwaltungsgebäude                               | ungenutzt                                                                             | Guancheng Road 65 Standort     |
| Qingdao |      |                   | Elektrizitätswerk                                         | 1902–1903 | Elektrizitätswerk                                | Hotel                                                                                 | Guangzhou Road 3 Standort      |
| Qingdao |      |                   | Verwaltungsgebäude der Mineralwasserfabrik „Iltisbrunnen“ | 1900er    | Verwaltungsgebäude                               | Wohngebäude                                                                           | Hongkong West Road 25 Standort |